# 복서 쇼츠

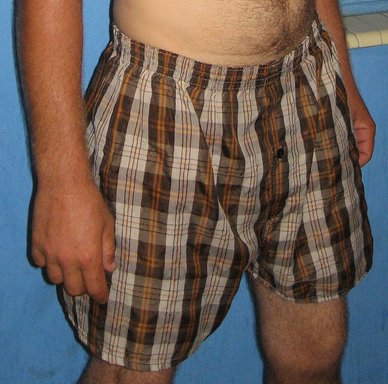
복서 쇼츠

복서 쇼츠(영어: Boxer shorts) 또는 트렁크(trunks)는 사각형 모양으로 된 팬티이다.
남성의 것은 음경을 바로 꺼내고 서서 소변을 볼 수 있게 음경이 닿는 부위에 열었다 닫았다 할 수 있는 구멍이 있는 것도 있다.